# Pseudacris crucifer
Pseudacris crucifer е вид жаба от семейство Дървесници (Hylidae). Видът не е застрашен от изчезване.

## Разпространение
Разпространен е в Канада (Квебек, Манитоба, Нова Скотия, Ню Брънзуик, Онтарио и Остров Принц Едуард) и САЩ (Айова, Алабама, Арканзас, Вашингтон, Вирджиния, Върмонт, Делауеър, Джорджия, Западна Вирджиния, Илинойс, Индиана, Кентъки, Кънектикът, Луизиана, Масачузетс, Мейн, Минесота, Мисисипи, Мисури, Мичиган, Ню Джърси, Ню Йорк, Ню Хампшър, Оклахома, Охайо, Пенсилвания, Род Айлънд, Северна Каролина, Тексас, Тенеси, Уисконсин, Флорида, Южна Дакота и Южна Каролина).

## Описание
Имат телесна температура около 18,9 °C.
Популацията на вида е стабилна.